# المحرق (ناطع)

تعديل مصدري - تعديل

المحرق هي إحدى قرى عزلة وعله آل رقاب بمديرية ناطع التابعة لمحافظة البيضاء، بلغ تعداد سكانها 56 نسمة حسب تعداد اليمن لعام 2004.